# Спирин, Леонид Михайлович
Леонид Михайлович Спирин (1 апреля 1917 — 3 ноября 1993) — советский историк, доктор исторических наук, профессор. Участник Великой Отечественной войны.

## Биография
Родился 1 апреля 1917 года в Петрограде.
Из служащих. Окончил МИФЛИ, филологический факультет (1941), ВИИЯ (1945).
Учитель - И.И.Минц.
1941-1944 - курсант, преподаватель Каргопольского минометного училища.
1945-1947 - переводчик в группе Советских войск в Германии.
С 1951 - сотрудник ИМЛ при ЦК КПСС. Профессор (1970).
В 1951 году защитил в МГУ им. М. В. Ломоносова кандидатскую диссертацию на тему «Строительство Красной Армии на Урале (1918—1919 гг.)», а в 1965 году там же диссертацию на соискание учёной степени доктора исторических наук по теме «Классы и партии в гражданской войне в России»
Автор книг: «Разгром армии Колчака» (М., 1957); «Крах одной авантюры: Мятеж левых эсеров в Москве 6-7 июля 1918 г.) (М., 1971); «Крушение помещичьих и буржуазных партий в России (начало XX в. — 1920 г.) (М., 1977); «Россия. 1917 год: Из истории борьбы политических партий» (М., 1987).
Его учеником называет себя историк А. Л. Литвин.

## Основные работы
- Строительство Красной Армии на Урале. (1918—1919 годы): Автореф. дис. на соискание ученой степени кандидата исторических наук; Моск. гос. ордена Ленина ун-т им. М. В. Ломоносова. М., 1951. 15 с.
- Классы и партии в гражданской войне в России: Автореф. дис. на соискание ученой степени доктора исторических наук / Моск. гос. ун-т им. М. В. Ломоносова. Ист. фак. М., 1965. 48 с.

Книги
- Народный герой В. И. Чапаев. Чебоксары: Чувашгосиздат, 1957. 63 с.
- Разгром армии Колчака. М.: Госполитиздат, 1957. 296 с.
- На Колчака! М.: Госполитиздат, 1962. 79 с.
- Классы и партии в гражданской войне в России (1917—1920 гг.). М.: Мысль, 1967. 438 с.
- Разгром Колчака: Воспоминания / Сост. и науч. ред. Л. М. Спирин. М.: Воениздат, 1969. 295 с.
- Публикации и исследования по истории Коммунистической партии Советского Союза за 1965—1970 годы / сост. Л. М. Спирин, Р. М. Савицкая. М. : Наука, 1970. 47 с.
- Крах одной авантюры: (Мятеж левых эсеров в Москве 6-7 июля 1918 г.). М.: Политиздат, 1971. 112 с.
- Крушение помещичьих и буржуазных партий в России (начало XX в. — 1920 г.). М.: Мысль, 1977. 366 с.
- Варшавчик М. А., Спирин Л. М. О научных основах изучения истории КПСС. М., 1978.
- Теория, методология и методика исследований по истории КПСС. М. : Моск. рабочий, 1982. 192 с.
- Литвин А. Л., Спирин Л. М. На защите революции : В. И. Ленин, РКП(б) в годы гражд. войны. (Историогр. очерк). Л. : Лениздат, 1985. 270 с.
- Россия, 1917 г. : Из истории борьбы полит. партий. М.: Мысль, 1987. 333,[2] с.
- Подболотов П. А., Спирин Л. М. Крах меньшевизма в Советской России. Л.: Лениздат, 1988. 246 с.

Статьи
- Историография борьбы РКП(б) с мелкобуржуазными партиями в 1917—1920 гг. // Вопросы истории КПСС. 1966. № 4. С. 101—108.
- О тактике большевиков по отношению к мелкобуржуазным партиям в годы гражданской войны // Исторический опыт Великого Октября. М., 1975. С.155 — 167.
- Литвин А. Л., Спирин Л. М. Коммунистическая партия — организатор разгрома Колчака: (Историография проблемы) // Вопросы истории КПСС. 1980. № 3. С.123-131.
- Сталин и война // Вопросы истории КПСС. 1990. № 5.
- Когда родился Сталин: поправка к официальной биографии // Известия. 1990. 25 июня.
- «Живите десять тысяч лет». Письма Сталина к матери // Независимая газета. 1992. 13 августа. С. 5.